# Аксо, Франсуа-Николя-Бенуа
Барон (с 1811) Франсуа-Николя-Бенуа Аксо (Гаксо; фр. François-Nicolas-Benoît Haxo; 1774—1838) — французский дивизионный генерал (1812), военный инженер, один из выдающихся боевых генералов эпохи Наполеоновских войн.

## Биография
Франсуа-Николя-Бенуа Аксо родился 24 июня 1774 года в Люневилле, был племянником генерала Николя Аксо.
Военное образование получил в Шалонской школе, по окончании которой в 1793 году вступил на службу в инженерный корпус; в 1796 году прослушал курс лекций в Политехническом институте в Париже.
Аксо уже во время войны Первой коалиции отлично зарекомендовал себя перед Наполеоном своими проектами и работами при усилении крепостей Италии. Также он принимал участие в Итальянских кампаниях 1799—1800 годов.
В 1807 году, по просьбе турецкого правительства, он был командирован для укрепления Константинополя ввиду предполагаемой осады турецкой столицы русскими войсками. По выполнении этого поручения Аксо в 1809 году недолго был в Испании, где за отличие при осаде Сарагосы был произведён в полковники. Вслед затем он оказался на театре войны с Австрией и за отличие при разгроме австрийской армии под Ваграмом награждён орденом Почётного Легиона. Из Австрии он вернулся в Испанию и за инженерные работы, ведённые во время осад Лериды, Мекиненсы и Тортосы был произведён в бригадные генералы; в 1811 году получил баронский титул.
При подготовке Наполеоном похода в Россию Аксо было поручено привести в порядок крепости Померании, Силезии и Польши; во время самого похода он состоял в штабе армии, за отличие при первом сражении под Полоцком был произведён в дивизионные генералы. Также он участвовал в сражениях под Смоленском и Бородино.
В 1813 году Франсуа-Николя-Бенуа Аксо укреплял Гамбург и Дрезден; участвовал в сражении при Дрездене; под Кульмом был ранен и взят в плен.
По возведении на престол Людовика XVIII, Аксо был назначен начальником инженеров королевской гвардии; во время Ста дней он участвовал в рядах армии Наполеона в сражении при Ватерлоо.
Впоследствии Аксо был генерал-инспектором по инженерной части и много содействовал упорядочению крепостного дела во Франции, а незадолго до смерти (в 1838 году) составил впоследствии осуществлённый в некоторых частях проект укрепления Парижа. В 1832 году он управлял осадными работами под грозной тогда Антверпенской цитадели и за успешное взятие этого города был назван пэром Франции и в 1833 году награждён Большим крестом ордена Почётного легиона.
Франсуа-Николя-Бенуа Аксо скончался 25 июня 1838 года в Париже. Впоследствии его имя было выбито на Триумфальной арке в Париже.
Аксо издал весьма популярное в своё время сочинение по топографии: «Mémoires sur la figure du terrain dans les cartes topographiques». В области фортификации Аксо предложил систему бастионного фронта, испозованную при постройке крепостей в Бельфоре, Безансоне, Гренобле, Дюнкерке и других, и особого устройства пушечные казематы, впервые применённые в Данциге в 1811 году, в которых каменная лицевая стена заменена земляным бруствером с амбразурой. Впоследствии его называли «Вобан XIX века».
Именем генерала Аксо названы улица и станция метро в XIX округе Парижа.